# АІ-22
АІ-22 — авіаційний турбореактивний двоконтурний двигун призначений для установки на пасажирські регіональні літаки Ту-324 і Як-48 та їх модифікацій.

## Історія створення
Розробка двоконтурного турбореактивного двигуна АІ-22 Запорізьким МКБ «Прогрес» ім. О. Г. Івченка почалася у середині 90-х, на базі двигуна ДВ-2, для пасажирського регіонального літака Ту-324. 26 вересня 2000 року в ЗМКБ «Прогрес» був проведений перший успішний запуск повнорозмірного двигуна. Серійне виробництво готується на Казанському моторобудівному виробничому об'єднанні.

## Технічний опис
АІ-22 виконаний по двовальній схемі. 
До складу двигуна входить:
- Осьовий 6-супеневий (Вентилятор і 5 підпірних ступенів) компресор низького тиску.
- Осьовий 7-супеневий компресор високого тиску.
- Кільцева камера згоряння із 16 паливними форсунками.
- Одноступенева турбіна високого тиску (ТВТ).
- Триступенева турбіна низького тиску (ТНТ).
- Реверсивний пристрій стулчастого типу з відхиляючими решітками. Встановлений в зовнішньому контурі.
- Реактивне сопло комбіноване зі змішувачем.

Двигун обладнаний електронно-цифровою системою управління та контролю з повною відповідністю типу FADEC. Матеріали та спеціальні покриття деталей дозволяють працювати двигуну в різних кліматичних умовах. АІ-22 працює на авіаційному гасі марок Т-1, ТС-1 і РТ.
Модульна конструкція двигуна забезпечує можливість відновлення його експлуатаційної придатності заміною деталей і вузлів в умовах експлуатації. Двигун складається з 10 модулів:
1. Колесо вентилятора
2. Корпус вентилятора
3. Модуль підпірних ступеней
4. Валопровід
5. Реверсивний пристрій
6. Камера згоряння
7. Ротор ТВД
8. ТНД
9. Опора турбін
10. Головний модуль з коробкою приводів

Підвіска двигуна передбачає можливість встановлення одного й того ж двигуна на літак в різних варіантах кріплення: лівому, правому, верхньому.